# 気管内吸引
気管内吸引（きかんないきゅういん）は、気管に入り込んだ異物をチューブにより外部に吸引することである。
気管は粘膜表皮細胞の繊毛運動により常に内部の分泌物を喉頭へ向けて痰として排出している。また、喉頭は嚥下時に喉頭蓋でふさがれることで異物の気管への進入を防いでいる。
しかし気管内挿管や気管切開で正常な排出機能が期待できない場合、または嚥下障害のため気管への異物侵入がみられる場合は気管を清潔に保つことができず肺炎の原因となる。
これを防ぐために行う処置が気管内吸引であり、細いビニール製のチューブを使って気管内を清掃する。機械的刺激により激しい咳反射を生じることもあり、苦痛は大きい。また、安全性は確立されているものの喉頭や気管を損傷する恐れもある。
近年、ALS患者の介護において、気管内吸引（喀痰吸引）を介護福祉士や訪問介護員にも認めるべきではないかという議論が起こり、医療行為の範囲に含まれるのか否かが焦点となった。その結果、2011年に介護サービスの基盤強化のための介護保険法等の一部を改正する法律によって、社会福祉士及び介護福祉士法が改正され、2012年4月から、一定の研修を修了した介護職員等が喀痰吸引や経管栄養を実施することが可能になった。